# Nixandji Ismaïl Paixà
Nixandji Ismail Paixà —en turc modern: Nişancı İsmail Paşa— (vers 1620-1690) fou un gran visir otomà nascut a Ayaş, prop d'Ankara.
Va entrar al servei de palau i va ascendir diversos graus, i el 14 de març de 1678 va ser nomenat nishandji, càrrec que va exercir deu anys i li va donar el cognom; el 7 d'octubre del mateix any fou nomenat caimacan interí d'Istanbul amb grau de ministre, a l'espera de l'arribada del caimacan titular Köprülü Fazıl Ahmed Paşa; al final de la interinitat va ascendir a visir.
El 1687 va entrar al diwan com a visir de cinquena classe. Després dels disturbis causats a Istanbul (febrer de 1688) per l'execució del rebel Bash-čavush Husayn Agha àlies Fetwadji, fou nomenat caimacan d'Istanbul per Solimà II (1 de març de 1688). Va fer front als disturbis que van seguir la mort del gran visir Köprülü Damadı Abaza Siyavuş Paşa i el saqueig del seu palau, amb la crida de Yaghliči Emir per una revolta ciutadana i una reunió davant el palau imperial; la població es va queixar de l'actuació excessiva dels rebels, però aquests van respondre pressionant al sultà; la població donava suport als rebels. El muhazif d'Ozi fou nomenat gran visir però com que no havia entrat en funcions el govern va exigir el nomenament immediat d'un gran visir i el kapi Aghasi Hadjdj Mehmed Agha va proposar Nixandji Ismail Paixà, cosa que el sultà va acceptar.
El segell del càrrec estava en mans del xaikh al-Islam Fadl Allah que donava suport a la revolta, però el nou gran visir va donar alguns càrrecs als caps rebels i la situació es va calmar; la gent reunida davant el palau va aprovar els nomenaments i es va dispersar; Fadl Allah va retornar el segell; Nishandji Ismail Pasha va quedar instal·lat (2 de març de 1688) i el shaykh al-Islam i altres com el cadi d'Istanbul foren destituïts; poc després els caps rebels foren detinguts i alguns executats i es van fer grans canvis en els càrrecs principals i en els governs provincials.
Tot això va portar a conflictes entre el gran visir i els ulemes i entre el poble i els kapikullari. La notícia de la pèrdua d'algunes fortaleses de la regió d'Egri Kirka i de Kanin, van fer créixer la tensió. Nixandji Ismail Paixà va nomenar llavors a Yegen Osman Paixà com a governador de Rumèlia, i un dels antics caps rebels com a serdar (comandant en cap) al front austríac (amb rang de visir). Osman Paixà es va aliar amb caps dissidents que havien fugit de la repressió, i amb els saridjes i segbans de Rumèlia, i es va revoltar, tot exigint ser nomenat gran visir. Nixandji Ismail Paixà el va declarar rebel i va ordenar enviar un exèrcit; però per a la mobilització que calia el gran visir no tenia el suport dels ulemes ni del nou xaikh al-Islam Debbagh-zade Mehmed Efendi. El gran visir va voler eliminar els principals suports dels ulemes a la cort, però els cortesans implicats van presentar queixes al sultà i aquest finalment va revocar Nixandji Ismail Paixà el 30 d'abril de 1688.
Després d'un temps en residència vigilada l'11 de maig de 1688 fou enviat desterrat a Kavala; l'agost, quan els venecians assetjaven Negrepont, fou enviat a Rodes, on finalment fou executat el maig de 1690 acusat d'haver executat injustament a Zayn al-Abidin Pasha i apropiar-se de béns que havien de ser pels seus hereus.